# Otas Costruzione Automobilistiche

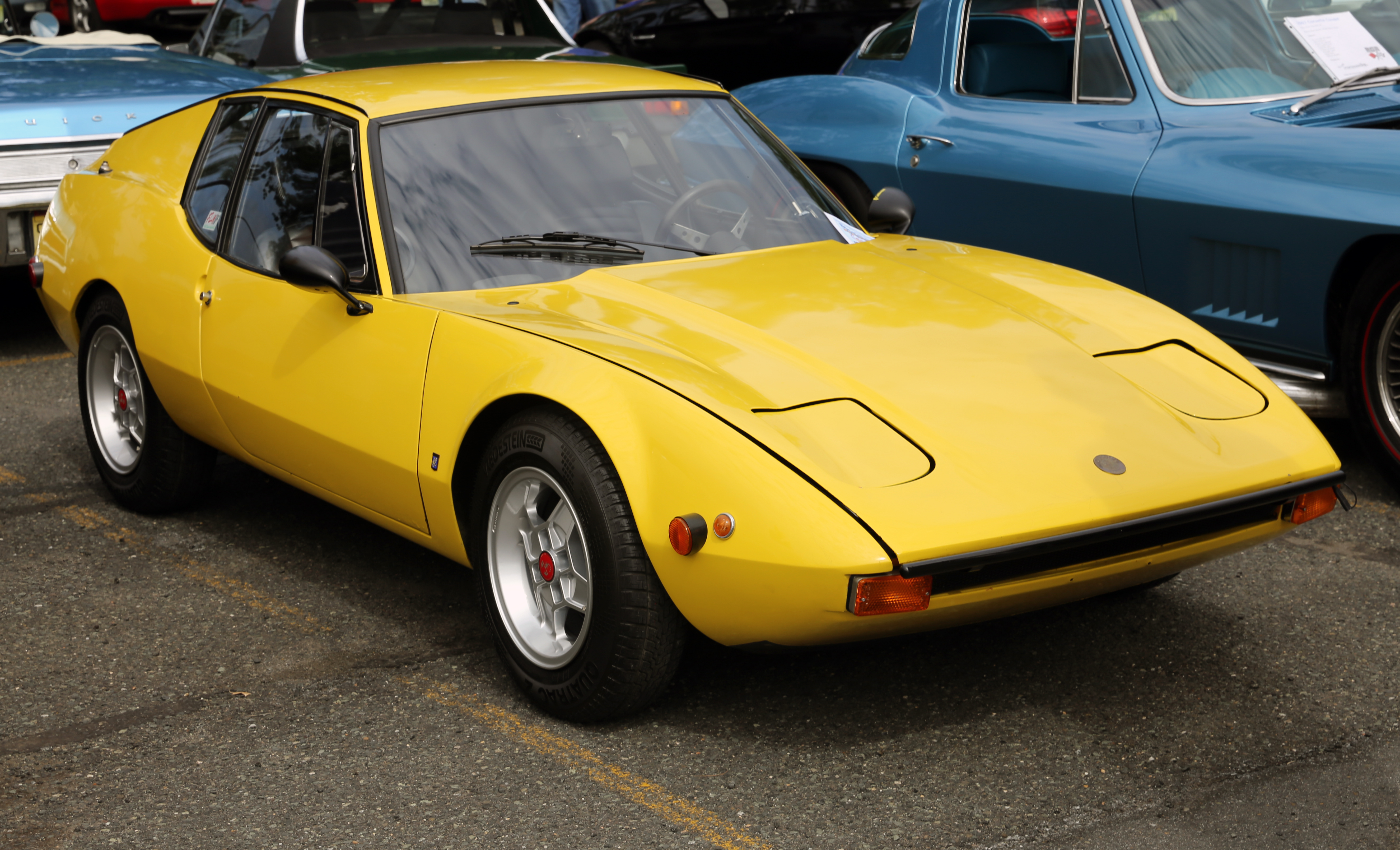
Otas von 1971

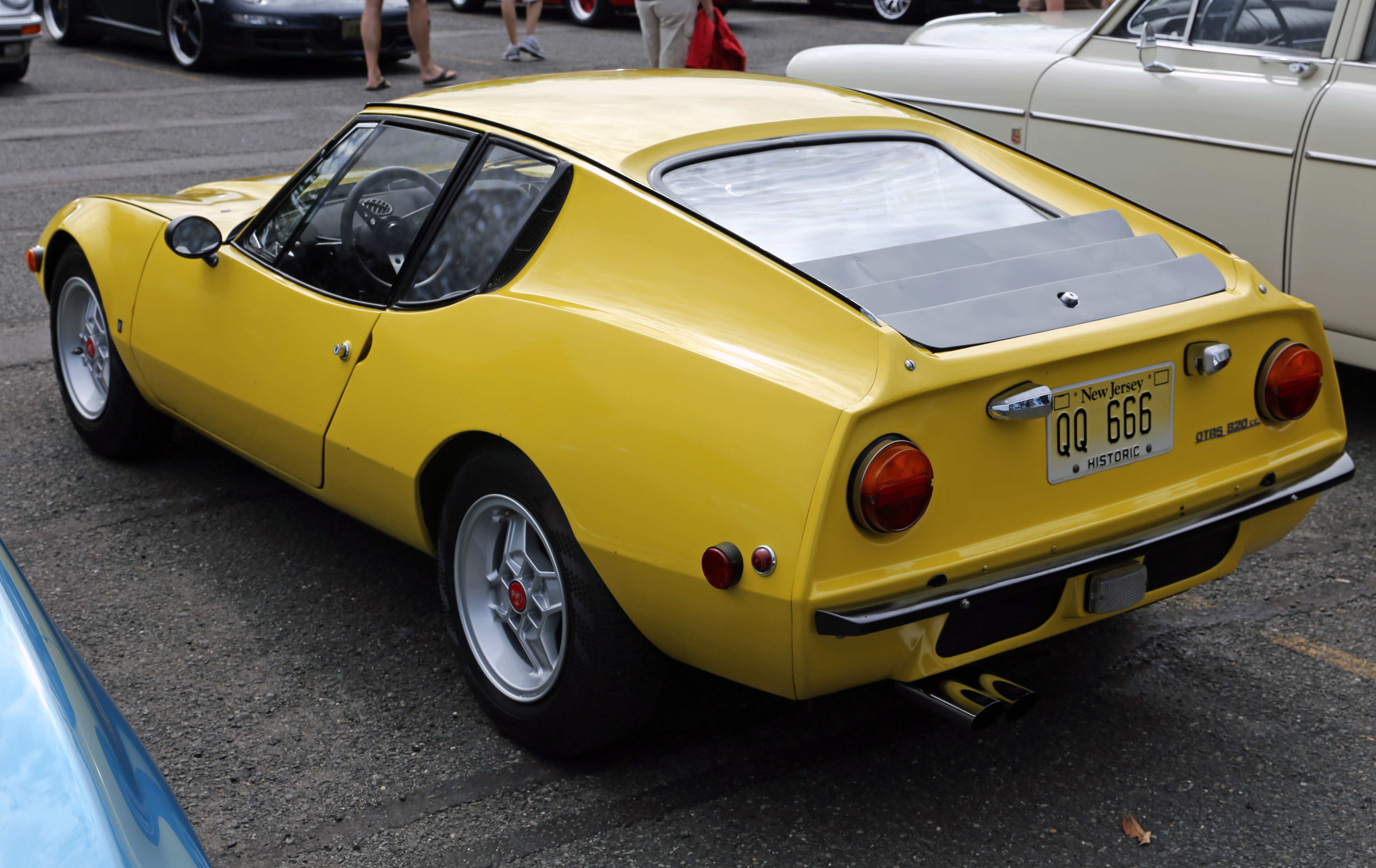
Otas von 1971

Otas Costruzione Automobilistiche (kurz: OTAS) war ein italienischer Hersteller von Automobilen.

## Unternehmensgeschichte
Das Unternehmen aus Turin begann 1969 mit der Produktion von Automobilen. Der Markenname lautete Otas, kurz für Omologate Turismo Automobile Speciale. 1971 endete die Produktion.

## Fahrzeuge
Das erste Modell war eine Abwandlung des Lombardi Grand Prix, also ein kleines Coupé mit der Heckantriebstechnik des Fiat 850. Für den Antrieb sorgte ein von Giannini überarbeiteter Fiat-Motor. Der Wagen war in erster Linie für den US-amerikanischen Markt bestimmt. Der Hubraum des Triebwerks war im Hinblick auf die amerikanischen Abgasbestimmungen auf 820 cm³ reduziert worden; die Leistung belief sich auf 63 SAE-PS. Für den europäischen Markt waren außerdem Versionen mit 1,0 Liter großen Motoren verfügbar.
Das zweite Modell der Marke Otas war ebenfalls ein Coupé, entworfen von dem Turiner Designstudio Sessano Associates. Da das Fahrzeug auf dem Autobianchi A112 basierte, verfügte es über Frontantrieb. Die zur Verfügung stehenden Vierzylindermotoren mit 903 cm³ Hubraum verfügten über 44 bis 59 PS. Die bauartbedingte Höchstgeschwindigkeit war mit 161 km/h angegeben. Der Neupreis betrug 1.600.000 Lire.